# Michael Carmine
Michael Carmine (* 6. März 1959 in New York City; † 14. Oktober 1989 ebenda) war ein US-amerikanischer Schauspieler.

## Leben
Michael Carmine wurde 1959 im New Yorker Stadtteil Brooklyn als einer von drei Brüdern einer aus Portugal stammenden Verkäuferin und eines Italieners geboren. Seine Großmutter mütterlicherseits stammte aus Jamaika. Während seines Besuchs der High School of Performing Arts in Manhattan nahm er den Künstlernamen Michael Carmine an.
Er begann seine Karriere bei einer puerto-ricanischen Wandertheatergruppe. Ab Anfang der 1980er Jahre hatte Carmine erste Gastauftritte in Serien wie Polizeirevier Hill Street, M*A*S*H, Junge Schicksale, Henderson und Miami Vice. Später folgten Auftritte in Filmen wie Invasion U.S.A. und Die gnadenlose Clique. Seine bekannteste Rolle übernahm Carmine 1987 in Matthew Robbins′ Science-Fiction-Film Das Wunder in der 8. Straße an der Seite von Hume Cronyn und Jessica Tandy.
Parallel trat Carmine weiter am Theater auf. 1986 war Carmine in der Inszenierung von Reinaldo Povods Stück Cuba & His Teddy Bear am Joseph Papp Public Theater neben Robert De Niro, Ralph Macchio und Paul Calderón zu sehen. In gleicher Besetzung wurde das Stück kurz darauf am Broadway im Longacre Theatre erneut inszeniert, wobei Carmine, De Niro, Macchio und Calderón jeweils ihr Broadway-Debüt gaben.
Seinen letzte Filmrolle übernahm Carmine im AIDS-Drama Freundschaft fürs Leben. Drei Tage nach der Uraufführung des Films beim Mill Valley Film Festival starb Carmine im Alter von 30 Jahren an den Folgen von AIDS in seiner Wohnung in Manhattan.

## Filmografie
- 1982: Polizeirevier Hill Street (Hill Street Blues, Fernsehserie, 2 Episoden)
- 1982: M*A*S*H (Fernsehserie, 1 Episode)
- 1983: Junge Schicksale (ABC Afterschool Specials, Fernsehserie, 1 Episode)
- 1985: Henderson (Search for Tomorrow, Fernsehserie, 14 Episoden)
- 1985: Invasion U.S.A.
- 1985, 1987: Miami Vice (Fernsehserie, 2 Episoden)
- 1986: Die gnadenlose Clique (Band of the Hand)
- 1987: Das Wunder in der 8. Straße (*batteries not included)
- 1987: Leg Work (Fernsehserie, 1 Episode)
- 1987, 1988: Crime Story (Fernsehserie, 2 Episoden)
- 1988: NAM – Dienst in Vietnam (Tour of Duty, Fernsehserie, 1 Episode)
- 1989: Leviathan
- 1989: Freundschaft fürs Leben (Longtime Companion)

## Theatrografie
- 1984: Sarita (INTAR Theatre, New York City)
- 1986: Cuba and His Teddy Bear (Joseph Papp Public Theater / Susan Stein Shiva Theater, New York City)
- 1986: Cuba & His Teddy Bear (Longacre Theatre, New York City)
- 1987: La Puta Vida Trilogy (Joseph Papp Public Theater / LuEsther Hall, New York City)